# Zitterklapfen
Zitterklapfen är en bergstopp i Österrike.   Den ligger i distriktet Bludenz och förbundslandet Vorarlberg, i den västra delen av landet, 500 km väster om huvudstaden Wien. Toppen på Zitterklapfen är 2 403 meter över havet, eller 573 meter över den omgivande terrängen. Bredden vid basen är 9,9 km.
Terrängen runt Zitterklapfen är huvudsakligen bergig, men västerut är den kuperad. Närmaste större samhälle är Bludenz, 16,8 km sydväst om Zitterklapfen. 
Trakten runt Zitterklapfen består i huvudsak av gräsmarker. Runt Zitterklapfen är det ganska tätbefolkat, med 72 invånare per kvadratkilometer.